# Amphilophus calobrensis
Espèce
Amphilophus calobrensis est une espèce de poissons néotropicaux.